# نظرية الحلقات
في الجبر التجريدي، نظرية الحلقات (بالإنجليزية: Ring theory)‏ هي دراسة الحلقات وهن بنى جبرية عُرفت عليهن عمليات الجمع والجداء بخواص مشابهة لعمليات الأعداد الصحيحة.
نظرية الحلقات تدرس بنى الحلقات وتمثيلاتهن، كما تدرس أصنافا خاصة من الحلقات كحلقات الزمر وحلقات القسمة.

## مقدمة

### تعريف
بصفة رسمية، الحلقة هي زمرة أبيلية {\displaystyle (R,+)}، أضيفت إليها عملية ثنائية ثانية * حيث يتحقق ما يلي بالنسبة لأي ثلاثة عناصر a وb وc في R :
{\displaystyle a*(b*c)=(a*b)*c}
{\displaystyle a*(b+c)=(a*b)+(a*c)}
{\displaystyle (a+b)*c=(a*c)+(b*c)}